# Altocumulus
L'altocumulus est un mot d'origine latine dérivant des termes "Altus" (haut) et "cumulus" (amas) qui correspond à un genre de nuage de l'étage moyen. Il apparaît à une altitude comprise entre 2 000 et 6 000 m,. Son épaisseur est comprise entre 300 m (altocumulus stratiformis) et 6 000 m (altocumulus orageux  ou altocumulonimbus),. Il fut identifié pour la première fois par Émilien Renou en 1855,.

## Description et composition
L'altocumulus est constitué de gouttelettes d'eau et parfois de cristaux de glace, et constitué de couches ou nappes de nuages blancs ou gris. Il est constitué de lamelles, galets rouleaux avec une largeur apparente comprise entre 1 et 5 degrés.
Il peut être formé par l'élévation d'une grande masse d'air puis de condensation dans une atmosphère instable. Il est souvent visible avant un orage.
La vitesse verticale des ascendances et descendantes est généralement faible et est de l'ordre de 0,5 m/s et varie généralement entre -2 et +2 m/s,.
Il peut provoquer des concrétions de glace sur les avions.

## Indice pour la prévision météorologique
L'altocumulus peut indiquer l'approche d'un front et un changement de temps. Un dicton météorologique fort ancien
dit : « Ciel pommelé, femme fardée ne sont pas de longue durée ».
Les bancs d'altocumulus classiques s'épaississent souvent pour devenir un nimbostratus.

## Espèces
- Altocumulus castellanus
- Altocumulus lenticularis
- Altocumulus floccus
- Altocumulus stratiformis

Hors de la forme classique qui est l'altocumulus stratiformis, reconnaissable aux vastes champs de vagues moutonneuses et régulières situés à moyenne altitude, il existe aussi l'original altocumulus lenticularis (ou lenticulaire), nuage stationnaire se situant derrière les montagnes (par rapport au sens du vent), résultant d'ondes de gravité derrière le relief. Ces altocumulus lenticulaires peuvent être superposés à plusieurs, réalisant des piles d'assiettes. Cependant, les altocumulus lenticularis sont souvent associés à des cumulus fractus à basse altitude qui sont associés à des rotors, un phénomène de turbulence de très forte à extrême à leur niveau.
Il existe une autre classe d'altocumulus qui sont les altocumulus castellanus. Ils ressemblent à des cumulus de l'étage moyen. La base de ce type de nuage est en général de 3 000 à 4 000 m du sol.

## Vol à voile
Les altocumulus lenticularis sont prisés par les pilotes de planeur car ils indiquent la présence d'ondes de gravité qui peuvent produire des courants ascendants allant jusqu'à 10 m/s, et ce sans aucune turbulence en altitude. Elles  permettent aux planeurs d'atteindre de très grandes altitudes (environ 14 km) et aussi de parcourir de très grandes distances car ceux-ci peuvent voler très vite le long du courant ascendant, ce sans perte d'altitude, c'est le vol d'onde.
Les altocumulus castellanus sont inexploitables pour le pilote de planeur. Un moyen sûr pour les identifier est l'absence de base horizontale pour ces nuages.
Il existe une configuration très particulière où les altocumulus peuvent servir de marqueurs de courants ascendants. Ceci se produit lorsque la basse atmosphère est instable et qu'une couche d'inversion est trop basse pour permettre la formation de cumulus. À l'arrivée des bancs d'altocumulus, ces derniers se développent en priorité au-dessus des colonnes ascendantes car dans ces zones, l'air est légèrement plus humide. Si des cumulus se forment, il s'agira plutôt d'un pileus autour du cumulus qui est à la même altitude que les bancs d'altocumulus mentionnés ci-dessus.
Le phénomène décrit ici est transitoire. Lorsque les altocumulus se soudent, l'insolation disparaît et fait baisser la température au sol de plusieurs degrés. La convection dans la basse atmosphère est alors annihilée.

## Variétés
- Altocumulus translucidus (translucide)
- Altocumulus perlucidus (transparent par interstices)
- Altocumulus opacus (opaque)
- Altocumulus duplicatus (bancs superposés)
- Altocumulus undulatus (ondulé)
- Altocumulus radiatus (en rayons)
- Altocumulus lacunosus (parsemé de trous)

Source : Météo France

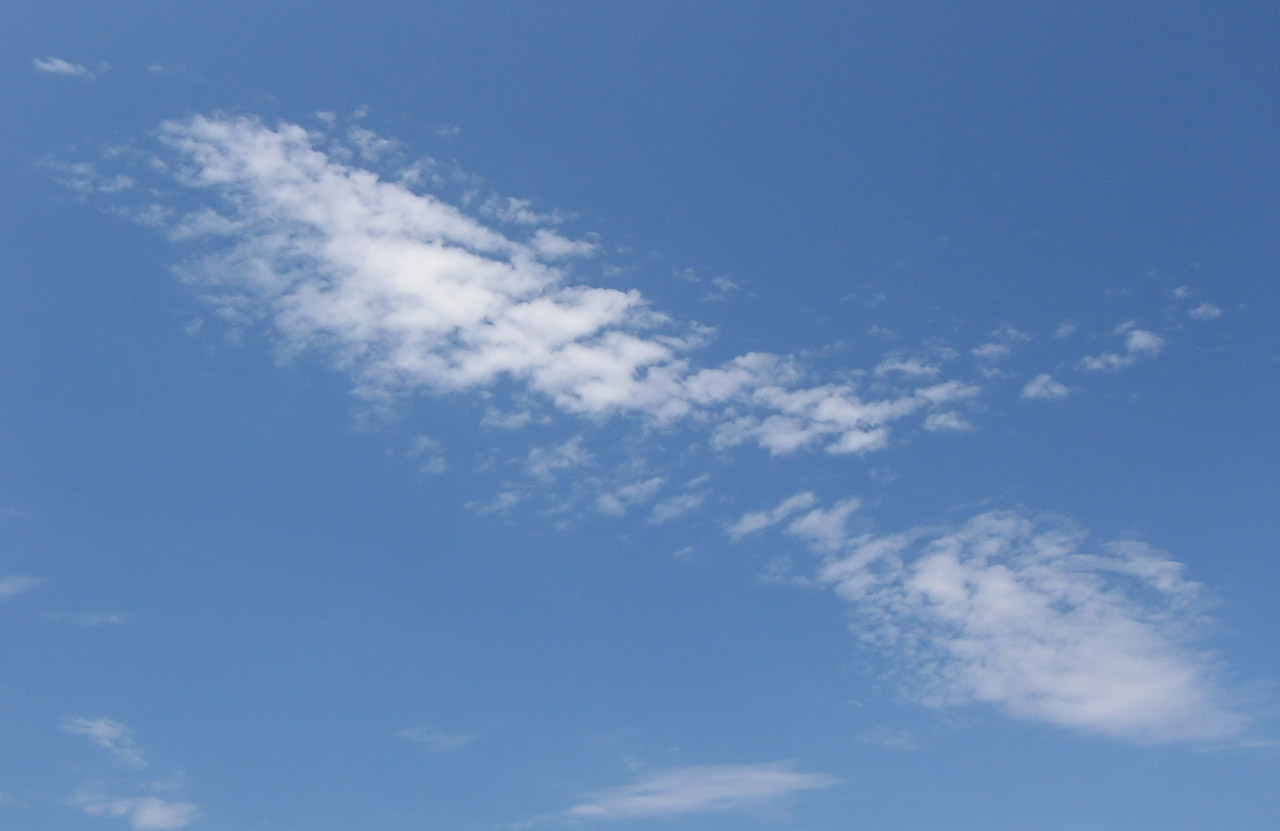
Altocumulus.
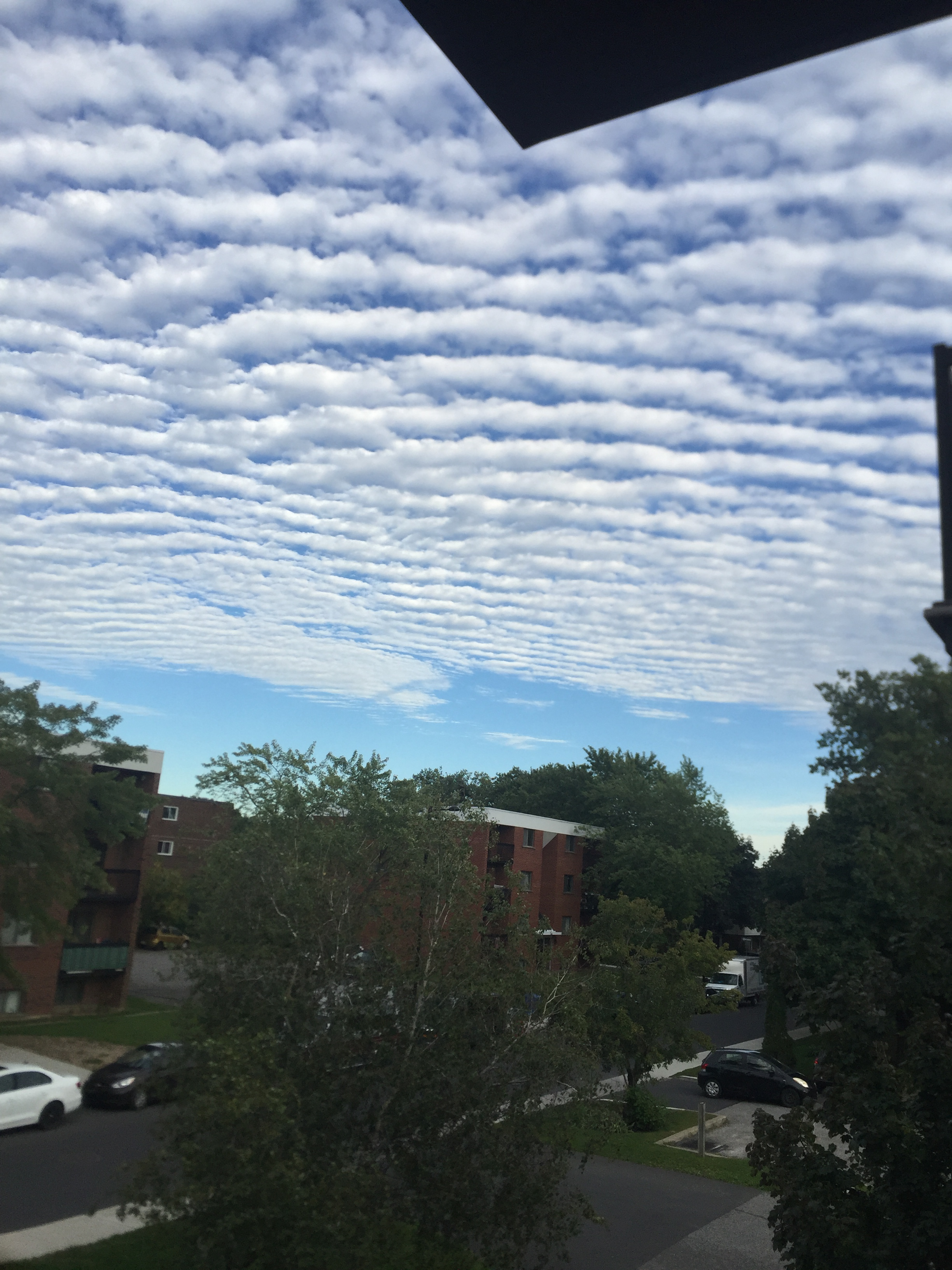
Altocumulus en bandes nettes au-dessus de Boucherville, Québec le 12 septembre 2020 à 16:30.
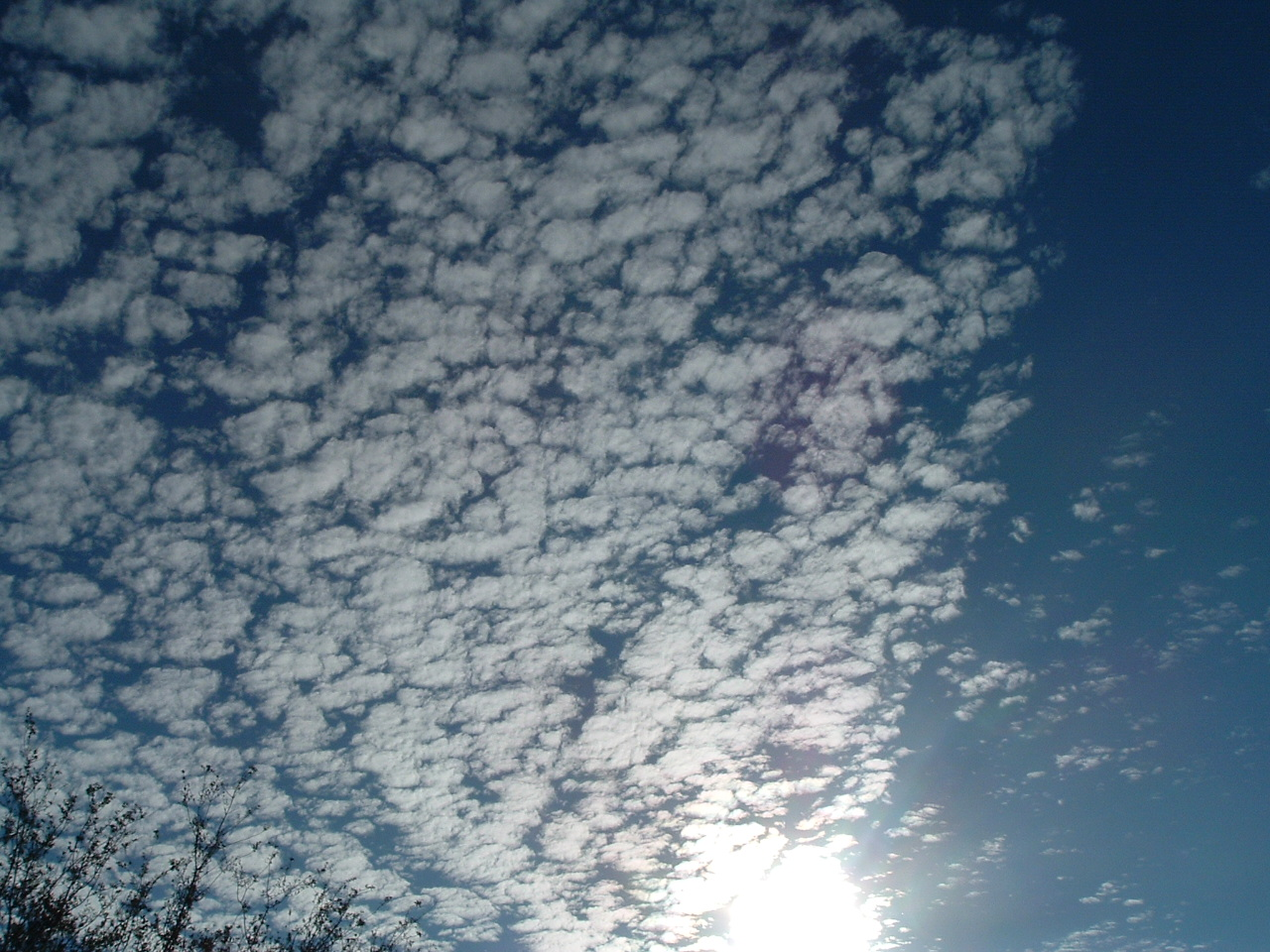
Ciel moutonneux au-dessus d'Orlando, Floride.
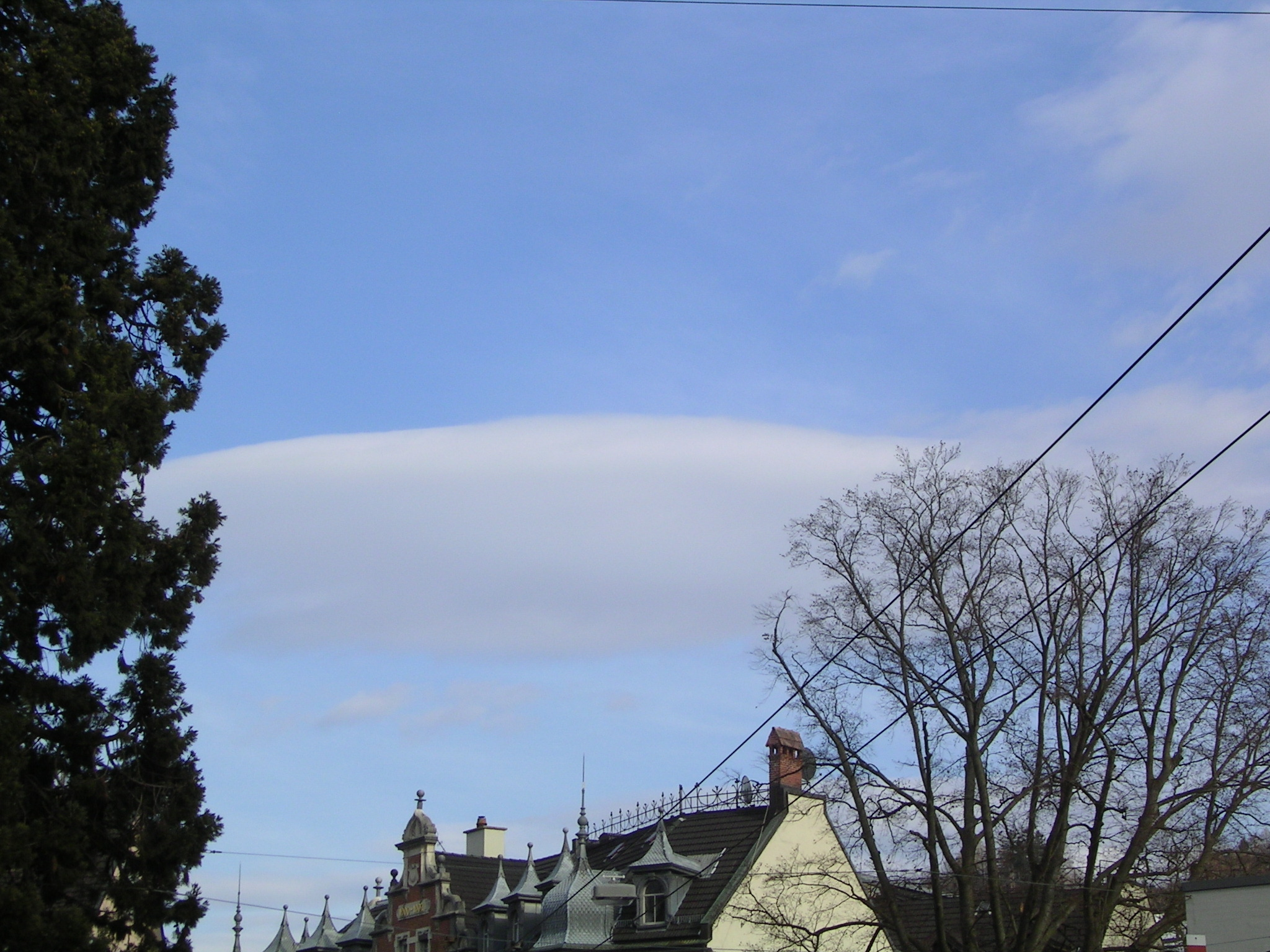
Altocumulus lenticulaire.